# Chère Isabelle
Chère Isabelle est une série télévisée humoristique québécoise en 41 épisodes de 25 minutes scénarisée par Gilles Richer et diffusée du 1er septembre 1976 au 31 mai 1977 sur le réseau TVA.

## Synopsis
François et Isabelle forment un couple moderne et ouvert d'esprit. François (50 ans) dirige une petite compagnie cinématographique et Isabelle (35 ans) est une scénariste. Ils luttent contre tous les tabous et valeurs qu'ils jugent désuets. 

## Fiche technique
- Scénariste : Gilles Richer
- Réalisation : Gilles Pilon et Claude Colbert
- Société de production : Productel

## Distribution
- Dominique Michel : Isabelle Robert
- Denis Drouin : François Giroux
- Louise Latraverse : Virginie Thompson
- Jacques Desrosiers : Christian Bisaillon
- Pierre Labelle : Léon Lajeunesse
- Françoise Lemieux : Nicole Bégin
- Ernest Guimond : père d'Isabelle
- Juliette Pétrie : mère d'Isabelle
- Rose Ouellette : tante d'Isabelle
- Lisette Guertin : Danielle Giroux
- Jacqueline Magdelaine : Chantale
- Marc Legault : Déménageur
- Willie Lamothe : Déménageur
- Jean-Pierre Bélanger
- Suzanne Langlois
- Michel Noël
- Andrée Basilières
- Earl Pennington